# Villa Paradiso (Naples)
Ne doit pas être confondu avec la villa Paradiso de Nice.
La Villa Paradiso est une villa monumentale de Naples, située dans le district de l'Arenella.

## Historique
Elle est née dans les premières années du XXe siècle de l'unification de deux propriétés précédentes, la Villa Romeo, du XVIIIe siècle, et la Villa Ruffo de Scilla, du XIXe siècle. L'unification des deux propriétés et la construction de l'actuelle villa Paradiso en style néoclassique, est due au chevalier Enrico Paradiso di Potenza. La propriété se trouvait dans la partie finale de la Montée Montedonzelli all'Arenella, appelée aujourd'hui via Castellino.
Ayant survécu à la spéculation immobilière du XXe siècle, elle a maintenu intacte la partie supérieure de son jardin, qui comprend une chapelle du XIXe siècle (désaffectée, et plus tard réhabilitée au culte par le cardinal Ruffo, en 1923, à la demande des filles du chevalier Paradiso), un puits, et quelques pigeonniers, tandis que dans la partie inférieure ont été construits un lycée scientifique et un parc résidentiel.